# Vincent Laresca
Vincent Laresca (New York, 21 januari 1974) is een Amerikaans acteur van Panamees-Italiaanse afkomst.

## Filmografie

### Films
Selectie:
- 2019 Once Upon a Time... in Hollywood - als landpiraat Vincent
- 2012 The Amazing Spider-Man – als constructiewerker
- 2010 Devil – als Henry
- 2010 Unthinkable – als agent Leandro
- 2008 Drillbit Taylor – als Fence
- 2006 .45 – als Jose
- 2006 The Fast and the Furious: Tokyo Drift – als sociaal werker
- 2005 Lords of Dogtown – als Chino
- 2005 Kiss Kiss Bang Bang – als Aurelio
- 2005 Coach Carter – als Renny
- 2004 The Aviator – als Jorge
- 2001 K-PAX – als Navarro
- 2000 Before Night Falls – als Jose Abreu
- 1999 Flawless – als Raymond Camacho
- 1997 The Devil's Advocate – als zware jongen
- 1997 Cop Land – als medicus
- 1996 Romeo + Juliet – als Abra
- 1996 Extreme Measures – als Patches
- 1996 The Substitute – als Rodriguez
- 1995 Money Train – als metro berover
- 1992 Bad Lieutenant – als J.C.
- 1992 Juice – als Radames

### Televisieseries
Uitgezonderd eenmalige gastrollen.
- 2023 Bosch: Legacy - als agent Lucas Jones - 7 afl.
- 2016 - 2018 Shades of Blue - als Carlos Espada - 36 afl.
- 2013 Graceland - als Rafael Cortes - 5 afl.
- 2011 Hawthorne – als ?? – 3 afl.
- 2006 CSI: Miami – als Antonio Riaz – 3 afl.
- 2005 – 2006 Weeds – als Alejandro – 4 afl.
- 2003 – 2004 24 – als Hector Salazar – 12 afl.
- 2003 Tru Calling – als Marco – 2 afl.
- 2002 The Twilight Zone – als Buddy – 2 afl.
- 1997 – 1998 413 Hope St. – als Carlos Martinez – 10 afl.
- 1994 – 1996 New York Undercover – als Hector Belaflores – 2 afl.